# تحية كاريوكا
تحية كاريوكا (19 فبراير 1915 - 30 سبتمبر 1999)، راقصة شرقية وممثلة مصرية ولدت في الإسماعيلية.

## عن حياتها
اسمها الحقيقي «بدوية تحية محمد علي النيداني كريم»، ولدت في مدينة الإسماعيلية المصرية لوالديها محمد علي النيداني وفاطمة الزهراء. كان والدها تاجر قوارب وتزوج 6 مرات. يقال أن والد بدوية كان يبلغ من العمر 60 عامًا تقريبًا عندما كانت والدتها في أوائل العشرينات من عمرها. توفي والدها عندما كانت في الرابعة من عمرها، فأُرسلت للعيش مع أخيها الأكبر غير الشقيق أحمد علي النيداني، وأثناء وجودها هناك تعرضت للتعذيب وعوملت بشكل سيئ وحُبست بالسلاسل. وفي كل مرة حاولت الهرب كان يجدها ويعذبها أكثر إلى أن حلق شعرها ذات يوم.
بدأت في ممارسة الرقص والغناء والتمثيل وهي في سن صغيرة كموهبة وسافرت إلى القاهرة هربًا من تعذيب أخيها وتعرفت على المغنية سعاد محاسن ثم ذهبت إلى بديعة مصابني بعد سفر المغنية سعاد محاسن إلى الشام وحينها اكتشفتها الراقصة بديعة مصابني وضمتها إلى فرقتها عام 1935. ثم توجهت إلى السينما والمسرح بمساعدة سليمان باشا نجيب الذي قام بمساعدتها وتنميتها ثقافيًا وسياسيًا.
بدأت شهرة الفنانة تحية كاريوكا الحقيقية عام 1940 عندما قدمت رقصة الكاريوكا العالمية في أحد عروض فرقه بديعة مصابني وهي الرقصة التي التصقت بها بعد ذلك حتى أنها لازمت اسمها. وكانت شهرتها سبب في طلاق أختها فاطمة من زوجها علي الجداوي. وخلال عقدين من مسيرة حافلة بالرقص والأعمال السينمائية والمسرحية، تزوجت خلالها 17 مرة أبرزها من الطيار حسين عاطف والممثل رشدي أباظة والمطرب محرم فؤاد والمخرج المسرحي فايز حلاوة.
في عام 1973 انحسرت عنها الأضواء بعد زيادة وزنها، وأفل نجمها، لتجد نفسها بلا مال، واضطرت أن تسكن شقة فوق السطوح في حارة متواضعة، وكانت تعاني من الماء الأبيض في العين،  فتكفل بعلاجها الأمير السعودي فيصل بن فهد، وكانت كاريوكا منذ عام 1974 تقيم في قصر الأمير عبد المحسن بن عبد العزيز خلال تواجدها في مكة. وكانت علاقتها جيدة بأسرته. حسب ما صرحت بنت اختها رجاء الجداوي.

## مسيرتها المهنية

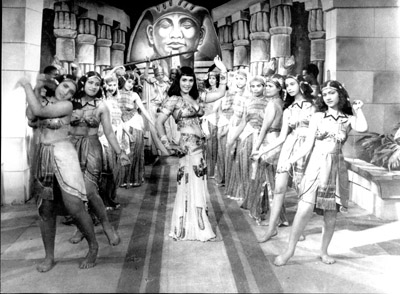
تحية كاريوكا بالزي المصري القديم

عرفت تحية كاريوكا بأنها آخر العظماء في تاريخ الرقص الشرقي، حيث طورت تحية أسلوبها الخاص الذي اعتمد على إعادة إنتاج الهرمونية الشرقية القديمة في الرقص وهو الأسلوب الذي تأسست عليه مدرسة كاملة في الرقص الشرقي، في مقابل مدرسة سامية جمال التي لجأت إلى مزج الرقص الشرقي بالرقص الغربي، فيما تطور بعد ذلك إلى حدوث خلط كبير بين أساليب الرقص الشرقي والإستربتيز (رقص تعري). وفي منتصف الخمسينات اعتزلت كاريوكا الرقص الشرقي وتفرغت نهائياً للسينما حيث شاركت في كثير من الأفلام السينمائية البارزة التي حملت بصمتها الفريدة في السينما المصرية منها: لعبة الست، حب حتي العبادة، شباب امرأة، حماتى قنبلة ذرية، أم العروسة، منديل الحلو، صباح الخير يا زوجتي العزيزة، خلي بالك من زوزو، الكرنك، وداعاً بونابارت، الصبر في الملاحات، إسكندرية كمان وكمان قامت فيه بأداء دورها الحقيقي في حركة اعتصام أعضاء اتحاد النقابات الفنية مرسيدس، كما قدمت مع زوجها السابق فايز حلاوة عددًا من المسرحيات الشهيرة منها روبابيكيا ويحيا الوفد.
لعبت كاريوكا أيضاً دوراً سياسياً بارزًا حيث ألقي القبض عليها أكثر من مرة بسبب نشاطها السياسي السري حيث قامت بمساعدة محمد أنور السادات في هروبه من الإنجليز وحجزه في المعتقل كما تم القبض عليها عندما كانت متزوجة من ضابط من الضباط الأحرار واتهامها بمساعدته في قلب نظام الحكم وتوزيع منشورات، وتأثراً بشخصيتها الكاريزميه كتب أكثر من كاتب ومثقف عربي العديد من الدراسات عن تحية كاريوكا أهمها الدراسة التي كتبها الكاتب الفلسطيني الراحل إدوارد سعيد.

## حياتها الشخصية
تزوجت تحية كاريوكا 17 مرة وبذلك تكون صاحبة الرقم القياسي في عدد الزيجات بين الفنانات.
1. تزوجت تحية كاريوكا للمرة الأولى من أنطوان عيسى ابن شقيقة كبيرة راقصات الزمن الماضي بديعة مصابني بعد ان أشهر إسلامه وتحول إلى محمد المهدي وكان ذلك العام 1939 وانفصلا في ربيع العام 1940.
2. ثم تزوجت من مصطفى جعفر صاحب العديد من السينمات حسب رواية رجاء الجداوي ابنة شقيقتها
3. في العام نفسه تزوجت من أكبر أثرياء مصر في ذلك الوقت محمد سلطان باشا لستة أشهر ثم انفصلت عنه عندما طلب منها التخلي عن الرقص.
4. ثم تزوجت الضابط الأميركي ليفي الذي أشهر إسلامه واصطحبها إلى الولايات المتحدة، إلا أنها ما لبثت أن انفصلت عنه.
5. تزوجت بعدها المخرج فطين عبد الوهاب وانفصلا بسبب غيرة الزوج الشديدة.
6. من بعده، تزوجت الفنان أحمد سالم الذي انفصل عن زوجته أمينة البارودي من أجل الزواج من تحية التي أحبته بجنون وسافرت معه في رحلة إلى فلسطين قبل قيام الدولة العبرية. وهناك ترددت شائعات قوية عن وجود علاقة بين أحمد سالم وأسمهان فانفصلت كاريوكا عنه قبل العودة إلى القاهرة.
7. تزوجت للمرة السادسة من طيار الملك فاروق الخاص حسين عاطف ولكنهما انفصلا بعد شهرين فقط.
8. بعدما ظهر رشدي أباظة في حياتها، تزوجته وسافرت معه إلى لبنان وهناك ضبطته في أحد ملاهي شارع الحمراء المعروف في وضع حميم مع الفرنسية آني بارينه ومن دون مقدمات أو مراعاة لأي قواعد أو أصول، جرت المرأة الفرنسية من شعرها وضربتها بقسوة وطلبت منه الطلاق في الليلة نفسها.
9. بعد طلاقها من رشدي أباظة وبعد إنهاء أشهر العدة تزوجت من أحد ضباط الملك البكباشي (المقدم) مصطفى كمال صدقي الذي اعتقل بعد قيام الثورة العام 1952 فانفصلت عنه.
10. ثم ارتبطت بالشاب عبد المنعم الخادم وكان مشهوراً بوسامته وثرائه وتهافت النساء عليه واستمرت على ذمته خمس سنوات ما شكل أطول زيجة لها حتى ذلك الوقت ولكنها انفصلت عنه عندما بدأ بدوره مطالبتها باعتزال الرقص وكان ذلك العام 1956.
11. ثم التقت البكباشي طبيب حسن حسين وتزوجته لكنها انفصلت عنه عندما علمت أن هناك علاقة بينه وبين المطربة اللبنانية الصاعدة وقتئذ صباح. ومن شدة حبها وصدمتها بزوجها ابتلعت كمية كبيرة من الحبوب بقصد الانتحار وتم إنقاذها بصعوبة. يومها أضربت عن الزواج لثلاث سنوات حتى العام 1959.
12. حين التقت المطرب الشاب الصاعد محرم فؤاد فتزوجته في منتصف العام المذكور وانفصلت عنه قبل أن تنهي السنة.
13. أما زوجها التالي فكان أحمد ذو الفقار صبري الذي تزوجته لعام.
14. كان زوجها الأخير الكاتب المسرحي الراحل فايز حلاوة وبقيت معه 18 سنة وانتهى زواجهما بمشاكل وخلافات وصلت إلى القضاء.
15. قيل أنها تزوجت من المخرج حسن عبد السلام ولكن تم نفي المعلومة من رجاء الجداوي وطارق الشناوي في أحد البرامج.[13]

## وفاتها
توفيت تحية 19 سبتمبر عام 1999 عن عمر يناهز ال84 عاماً إثر تعرضها لجلطه رئوية حادة بعد عودتها من رحلة العمرة، وكانت تحية قد تبنت طفلة صغيرة (عطية الله) عندما كانت في السبعين من عمرها وكانت دائمًا تمازح أصدقائها بقولها أنها «أنجبت وهي في السبعين» وقد أوصت إحدى صديقاتها المقربات بأن تتولى رعاية البنت الصغيرة بعد وفاتها.

## قائمة أعمالها الفنية

### أفلام
| - الجراج (1995) - يا تحب يا تقب (1994) / إنعام أم ناهد - سوق النساء (1994) - امراة تدفع الثمن (1993) - مرسيدس (1993) - نساء صعاليك (1991) - إسكندرية كمان وكمان (1990) - نشاطركم الأفراح (1988)/ نازك - صاحب العمارة (1988) - روض الفرج (1987) - التعويذة (1987) / أم محمود - آه يا بلد آه (1986) - الصبر في الملاحات (1986) / حسنية - الضائعة (1986) / عطية - عصر الحب (1986)/ الحاجة ام عزت - للحب قصة أخيرة (1986) / أم رفعت - انتحار صاحب الشقه (1986) / أم حمدي - منزل العائلة المسمومة (1986) - الوداع يا بونابرت (1985) - المطارد (1985) والدة محاسن - كيدهن عظيم (1983) / المِعلمه ئطاطى - ليال (1982) / شهر زاد - أنا في عينيه (1981) - لا تظلموا النساء (1980) / فضه السجينه - وسقطت في بحر العسل (1977)/ نفوسه - السقا مات (1976) / المِعلمة زمزم | - الكرنك (1975) / أم زينب - مين يقدر على عزيزة (1975) - زائر الفجر (1973) - السكرية (1973)/ جليلة الراقصة - خلي بالك من زوزو (1972) /أم زوزو - لعبة كل يوم (1971) - السراب (1970) - صباح الخير يا زوجتي العزيزة (1969) - إضراب الشحاتين (1967) - آخر العنقود (1966) - خان الخليلي (1966) - الطريق (1964) - أم العروسة (1963)/ زينب - شاطئ الحب (1961)/ أم ليلي - سر الغائب (1962) - حيرة وشباب (1962) - عاشور قلب الأسد (1961) - وا إسلاماه (1961)/ شجر الدر - حب حتى العبادة (1960)/ الأم - أنا وأمي (1960) - خلخال حبيبي (1960)/حفيظة - إحنا التلامذة (1959) - عفريت سمارة (1959) - لن أعود (1959)/عليه - حياة امرأة (1959) - بياعة الورد (1959) | - المعلمة (1958)/المعلمة - حبيبي الأسمر (1958) - شاطئ الأسرار (1958)/ سنية - الفتوة (1957) - نواعم (1957) - شباب امرأة (1956) - صاحبة العصمة (1956) - سمارة (1956)/ سمارة - المفتش العام (1956) - عاشق الروح (1955) - أهل الهوى (1955) - الميعاد (1955) - عروسة المولد (1954) - السيد البدوي (1954) - ابن للإيجار (1953)/ ملبسة - المرأة كل شيء (1953) - حميدو (1953) - أنا ذنبي إيه (1953) - علي كيفك (1952) - المساكين (1952) - الأم القاتلة (1952) - حبيب قلبي (1952) - المنتصر (1952) - الزهور الفاتنة (1952)/ رتيبة - ابن الحلال (1951) | - بلد المحبوب (1951) - ليلة غرام (1951) - فيروز هانم (1951) - الصبر جميل (1951) - ضحيت غرامي (1951) - فايق ورايق (1951) - خدعني أبي (1951) - حماتي قنبلة ذرية (1951) - شاطئ الغرام (1950) - عيني بترف (1950) - غرام راقصة (1950) - قسمة ونصيب (1950) - محسوب العائلة (1950) - حماتك تحبك (1950) - أيام شبابي (1950) - البطل (1950) - بنت باريز (1950) - عقبال البكاري (1949) - أوعى المحفظة (1949) - البيت الكبير (1949) - منديل الحلو (1949) - ابن الفلاح (1948) - أحب الرقص (1948) - القاتل (1948) - يحيا الفن (1948) | - أميرة الجزيرة (1948) - حب وجنون (1948)/ أنهار - نجف (1946) - ما أقدرش (1946) - لعبة الست (1946)/ لعبه - أحب البلدي (1945) - الصبر طيب (1945) - ليلة الجمعة (1945)/ تحية - ليلة الحظ (1945)/ لهلوبة - طاقية الإخفاء (1944) حورية - نادوجا (1944) نادية - حنان (1944) - أحب الغلط (1942)/ بدوية - أحلام الشباب (1942) - الستات في خطر (1942) - أخيرا تزوجت (1942) - ليلى بنت الريف (1941) - الباش مقاول (1940) - ليلة ممطرة (1939) - خلف الحبايب (1939) - وراء الستار (1937) - خفير الدرك (1936) - الدكتور فرحات (1935) - الجوهرة - بنت الهوى |

### مسلسلات تلفزيونية
| - سر الأرض 1998 - المنزل الخلفي (1992) - مخلوق اسمه المراة (1988) | - دموع الشموع (1984) - صابر يا عم صابر (1984) - ينابيع النهر (1986) | - حكايات هو وهي (1980) - متي تبتسم الدموع (1979) - أهل الطريق - أشواقي بلا حدود( 1988) |

### مسرحيات
| - كل الرجالة كده (مسرحية) 1964 - يا الدفع يا الحبس (مسرحية) 1961 - حضرة صاحب العمارة (مسرحية) 1970 - روبابيكيا (مسرحية):1967 - يحيا الوفد (مسرحية) 1972 - شفيقة القبطية (مسرحية) | - الأوبك (مسرحية) :1987 - الباب العالي (مسرحية) - ياسين ولدي (مسرحية) - الثلعب فات (مسرحية) 1970 - علاقات عامة 1971 - أم العروسة (مسرحية) | - أوراق رسمية (مسرحية) - القنطرة (مسرحية) 1968 - البغل في الإبريق (مسرحية) - قهوة التوتة (مسرحية) - شباب إمراة (مسرحية) - عفريت الست شوقية (مسرحية) | - حارة الشرفاء (مسرحية) 1963 - لوكاندة شهر العسل (مسرحية) 1964 - بلاغ كاذب (مسرحية) - يالدفع يا الحبس (مسرحية) - الحبيب المضروب (مسرحية) - حماتي في التلفون (مسرحية) |

### مسلسلات إذاعية
- أم العروسة
- زكية الغبية
- رزق الهبل
- الهاربة
- الصبر في الملحات

### سهرات تليفزيونية
- القلوب عند بعضها.
- ليلة العمر.

### الغناء
- يحيا الفن (1948).... غناء
- نادوجا (1944).... غناء
- السكرية....غناء

### الإنتاج
- المعلمة (1958).... إنتاج

### البرامج
- برنامج «إثنين على الهوا» ضيفة
- برنامج «من الألف إلى الياء» ضيفة
- برنامج «نجوم زمان» ضيفة
- برنامج «الليلة مع هالة سرحان» ضيفة
- برنامج «سينما القاهرة» ضيفة
- برنامج «ذكريات لن تتكرر» ضيفة
- برنامج «يا تلفزيون يا» ضيفة

## في السينما والتليفزيون
تناولت شخصيتها بعدد من الأفلام والمسلسلات نذكر منها:
- مسلسل السندريلا سنة 2006 عن قصة حياة سعاد حسني بطولة مني زكي. وقامت بتأدية دورها رجاء الجداوي.
- مسلسل أبو ضحكة جنان سنة 2009 عن قصة حياة إسماعيل ياسين بطولة أشرف عبد الباقي وأدت دورها مروى عيد.
- مسلسل كاريوكا سنة 2012 عن قصة حياتها بطولة وفاء عامر.

## وصلات خارجية
- تحية كاريوكا على موقع IMDb (الإنجليزية)
- تحية كاريوكا على موقع الدهليز
- تحية كاريوكا على موقع قاعدة بيانات الأفلام العربية
- تحية كاريوكا على موقع قاعدة بيانات الفيلم (الإنجليزية)